# Liste des lacs au Burkina Faso
La liste de lacs au Burkina Faso répertorie la liste non exhaustive des lacs présents sur le territoire burkinabé.

## Liste des lacs au Burkina Faso
Les marais d'Oursi et de Darkoye ne sont pas listés parmi les lacs,.